# 第25回シカゴ映画批評家協会賞
25th CFCA Awards

2012年12月17日

作品賞: 

 ゼロ・ダーク・サーティ 
第25回シカゴ映画批評家協会賞は、シカゴ映画批評家協会が2012年の映画に贈る映画賞である。2012年12月14日にノミネート、17日に結果が発表された。

## ノミネート一覧

### 主演男優賞
- ダニエル・デイ＝ルイス - 『リンカーン』
  - ジョン・ホークス - 『セッションズ』
  - ドニ・ラヴァン - 『ホーリー・モーターズ』
  - ホアキン・フェニックス - 『ザ・マスター』
  - デンゼル・ワシントン - 『フライト』

### 主演女優賞
- ジェシカ・チャステイン - 『ゼロ・ダーク・サーティ』
  - ヘレン・ハント - 『セッションズ』
  - ジェニファー・ローレンス - 『世界にひとつのプレイブック』
  - エマニュエル・リヴァ - 『愛、アムール』
  - クヮヴェンジャネ・ウォレス - 『ハッシュパピー 〜バスタブ島の少女〜』
  - ナオミ・ワッツ - 『インポッシブル』

### アニメ映画賞
- 『パラノーマン ブライス・ホローの謎』
  - 『メリダとおそろしの森』
  - 『フランケンウィニー』
  - 『借りぐらしのアリエッティ』
  - 『シュガー・ラッシュ』

### 美術監督賞
- 『ムーンライズ・キングダム』
  - 『アンナ・カレーニナ』
  - 『レ・ミゼラブル』
  - 『リンカーン』
  - 『ザ・マスター』

### 撮影賞
- 『ザ・マスター』 - ミハイ・マライメア・Jr
  - 『ライフ・オブ・パイ/トラと漂流した227日』 - クラウディオ・ミランダ
  - 『リンカーン』 - ヤヌス・カミンスキー
  - 『007 スカイフォール』 - ロジャー・ディーキンス
  - 『ゼロ・ダーク・サーティ』 - グリーグ・フレイザー

### 監督賞
- キャスリン・ビグロー - 『ゼロ・ダーク・サーティ』
  - ベン・アフレック - 『アルゴ』
  - ポール・トーマス・アンダーソン - 『ザ・マスター』
  - スティーヴン・スピルバーグ - 『リンカーン』
  - ベン・ザイトリン - 『ハッシュパピー 〜バスタブ島の少女〜』

### ドキュメンタリー映画賞
- The Invisible War
  - The Central Park Five
  - The Queen of Versailles
  - 『シュガーマン 奇跡に愛された男』
  - West of Memphis

### 編集賞
- 『ゼロ・ダーク・サーティ』 - ウィリアム・ゴールデンバーグ、ディラン・ティチェナー
  - 『アルゴ』 - ウィリアム・ゴールデンバーグ
  - 『クラウド アトラス』 - アレクサンダー・バーナー、クラウス・ウェーリッシュ
  - 『ザ・マスター』 - レスリー・ジョーンズ、ピーター・マクナルティ
  - 『007 スカイフォール』 - スチュアート・ベアード

### 作品賞
- 『ゼロ・ダーク・サーティ』
  - 『アルゴ』
  - 『ハッシュパピー 〜バスタブ島の少女〜』
  - 『リンカーン』
  - 『ザ・マスター』

### 外国語映画賞
- 『愛、アムール』 •  オーストリア/ フランス/ ドイツ
  - 『ホーリー・モーターズ』 •  フランス/ ドイツ
  - 『最強のふたり』 •  フランス
  - Once Upon a Time in Anatolia •  トルコ/ ボスニア・ヘルツェゴビナ
  - 『君と歩く世界』 •  フランス/ ベルギー

### 作曲賞
- 『ザ・マスター』 - ジョニー・グリーンウッド
  - 『アルゴ』 - アレクサンドル・デスプラ
  - 『ハッシュパピー 〜バスタブ島の少女〜』 - ダン・ローマー、ベン・ザイトリン
  - 『ムーンライズ・キングダム』 - アレクサンドル・デスプラ
  - 『ゼロ・ダーク・サーティ』 - アレクサンドル・デスプラ

### 脚色賞
- 『リンカーン』 - トニー・クシュナー
  - 『アルゴ』 - クリス・テリオ
  - 『ハッシュパピー 〜バスタブ島の少女〜』 - ルーシー・アリバー、ベン・ザイトリン
  - 『ウォールフラワー』 - スティーヴン・シュボースキー
  - 『世界にひとつのプレイブック』 - デヴィッド・O・ラッセル

### オリジナル脚本賞
- 『ゼロ・ダーク・サーティ』 - マーク・ボール
  - 『ジャンゴ 繋がれざる者』 - クエンティン・タランティーノ
  - 『LOOPER/ルーパー』 - ライアン・ジョンソン
  - 『ザ・マスター』 - ポール・トーマス・アンダーソン
  - 『ムーンライズ・キングダム』 - ウェス・アンダーソン、ロマン・コッポラ

### 助演男優賞
- フィリップ・シーモア・ホフマン - 『ザ・マスター』
  - ジェイソン・クラーク - 『ゼロ・ダーク・サーティ』
  - レオナルド・ディカプリオ - 『ジャンゴ 繋がれざる者』
  - ドワイト・ヘンリー - 『ハッシュパピー 〜バスタブ島の少女〜』
  - トミー・リー・ジョーンズ - 『リンカーン』

### 助演女優賞
- エイミー・アダムス - 『ザ・マスター』
  - エミリー・ブラント - 『LOOPER/ルーパー』
  - ジュディ・デンチ - 『007 スカイフォール』
  - サリー・フィールド - 『リンカーン』
  - アン・ハサウェイ - 『レ・ミゼラブル』

### 有望映画作者賞
- ベン・ザイトリン - 『ハッシュパピー 〜バスタブ島の少女〜』
  - スティーヴン・シュボースキー - 『ウォールフラワー』
  - ドリュー・ゴダード - 『キャビン』
  - ニコラス・ジャレッキ - 『キング・オブ・マンハッタン 危険な賭け』
  - コリン・トレヴォロウ - 『彼女はパートタイムトラベラー』

### 有望俳優賞
- クヮヴェンジャネ・ウォレス - 『ハッシュパピー 〜バスタブ島の少女〜』
  - サマンサ・バークス - 『レ・ミゼラブル』
  - カーラ・ヘイワード - 『ムーンライズ・キングダム』
  - ドワイト・ヘンリー - 『ハッシュパピー 〜バスタブ島の少女〜』
  - トム・ホランド - 『インポッシブル』